# Twrch Trwyth
Twrch Trwyth (walisisk: Trwyd), er et legendarisk vildsvin fra legenderne om kong Arthur, hvor der findes en detaljeret beretning om jagten i den walisiske prosaromance Culhwch and Olwen, som sandsynligvis blev skrevet omkring 1100. 
Jagten på Twrch Trwyth involverede kong Arthur og hans hund Cafall, og andre dygtige mænd og hunde samt andet udstyr som en reb ifølge opgaverne (anoetheu) der bliver foreskrevet af kæmpen Ysbaddaden. Vildsvinet blev jagtet ud af Irland, drevet ind i Britannien for til sidst at blive jagtet ud i havet ved Cornwall.
Legenden dateres langt tidligere end år 1100, men i en simplere udgave, da der er referencer til at Arthur bruger sin hund Cavall i Historia Brittonum fra midten af 800-tallet.